# Cristian Stoica
Cristian Alexandru Stoica (Bucarest, 1º agosto 1976) è un ex rugbista a 15 italiano di origine rumena, attivo nel ruolo di tre quarti centro.

## Biografia
Nato in Romania a Bucarest e cresciuto nelle giovanili dello Steaua nelle quali entrò a 8 anni, si trasferì in Italia nel 1989, a 13 anni.
Nel 1995 disputò una stagione al Pavia, poi nel 1996 si trasferì al Milan Rugby, nome all'epoca assunto dall'Amatori Milano durante la comunanza societaria con l'Associazione Calcio Milan.
Nel 1997 fu chiamato da Georges Coste in Nazionale, ed esordì in un test match d'inizio anno contro l'Irlanda.
Prese parte, durante l'interregno di Massimo Mascioletti sulla panchina azzurra, alla sfortunata spedizione azzurra alla Coppa del Mondo di rugby 1999 (tre sconfitte, suggellate dal 3-101 subìto a opera degli All Blacks).
Successivamente, sotto le gestioni Johnstone, Kirwan e Berbizier disputò sette edizioni consecutive del Sei Nazioni, da quello d'esordio assoluto del 2000 al 2006, disputando in totale 28 incontri su 35 totali.
Già trasferitosi al Narbonne dal 1997, dopo una breve parentesi inglese di circa 8 mesi a cavallo tra il 2001 e il 2002, tornò in Francia, prima al Castres, poi al Montpellier.
Con entrambi i club vinse la - oggi soppressa - European Shield.
Dal 2009 milita nello Sporting Club di Mazamet, in Fédérale 1 (terza divisione francese).

## Palmarès
- European Shield: 2
Castres: 2002-03
Montpellier: 2003-04